# Souliath Saka
Souliath Saka (sinh 20 tháng 12 năm 1991) là một vận động viên chạy nước rút người Bénin chuyên về 200 và 400 mét.
Tại Giải vô địch thiếu niên châu Phi năm 2007, cô đã giành được huy chương đồng ở nội dung 200 mét và huy chương bạc ở nội dung 400 mét. Cô đã lọt vào bán kết tại Giải vô địch châu Phi 2008 (200 m)  Giải vô địch châu Phi 2012 (cả 200 m và 400 m), và Giải vô địch châu Phi 2018 (200 m). Cô cũng đã tham dự cuộc thi Jeux de la Francophonie năm 2005 (400 m) và Jeux de la Francophonie 2009 (200 m)  mà không lọt vào trận chung kết.
Trong cuộc tiếp sức 4 x 100 mét, cô đã hoàn thành thứ tư tại Jeux de la Francophonie năm 2009, thứ năm tại Giải vô địch châu Phi 2012  và thi đấu mà không kết thúc tại Jeux de la Francophonie 2017.
Trong cuộc tiếp sức 4 x 400 mét, cô đã về đích thành thứ năm tại Jeux de la Francophonie năm 2005,    thứ năm tại Jeux de la Francophonie năm 2009,
Thời gian tốt nhất cá nhân của cô là 24,63 giây trong 200 mét, đạt được vào tháng 6 năm 2018 tại Blois; và 54,76 giây trong 400 mét, đạt được vào tháng 7 năm 2018 tại Albi.